# Mecklinghausen (Attendorn)
Mecklinghausen ist ein Ortsteil der Stadt Attendorn im Kreis Olpe (Nordrhein-Westfalen) und hat 204 Einwohner (Stand 30. Juni 2024).
Mecklinghausen liegt östlich des Stausees Biggesee und westlich der Bundesstraße 55 am Fuße der Wallburg Jäckelchen. Der Ortsteil ist mit Niederhelden, Repe und Rieflinghausen Teil der Kirchengemeinde Helden.
Der örtliche Schützenverein heißt Fickeltünnes Schützenverein.  Er trägt den Namen des Antonius von Padua (Tünnes), des Schutzpatrons Mecklinghausens – und der Schweinehirten (Fickel = Ferkel).

## Geschichte
1317 wurde der Ort erstmals erwähnt.
Nach einer neueren Untersuchung der Ortsnamen des Kreises Olpe ist der Namensbestandteil „inghusen“ (neuhochdeutsch: -hausen) als Anfügung an verschiedene Personalnamen-Stämme denkbar, darunter (wie bei dem Ort Merklinghausen (Attendorn)) auch „Marka“ (altsächsisch: Grenze, Grenzmark, Gebiet). Als mögliche Deutung des Ortsnamens wird vorgeschlagen: „bei den Häusern der Leute des Mackilo/Macculo oder Meckilo“.
Etwa 1,5 km nordöstlich der Ortsmitte befand sich der 1402 erstmals erwähnte Hof zu Berbecke bzw. Bermicke in einem kleinen Seitental der Repe. Der Ort wurde wohl bereits vor 1500 aufgegeben und wurde zur Wüstung.
Historische Daten und Urkunden Mecklinghausens sind im Archiv des Freiherrn von Plettenberg-Bamenohl erhalten. In Akte 105 findet sich etwa ein Besitzverzeichnis des „Brusen Hofes“ vom 4. Juli 1541.
In der zweiten Hälfte des 16. Jahrhunderts gerät eine Witwe aus Mecklinghausen in wirtschaftliche Not und verschuldet sich. Als die Schuldenlast durch Kriegsumstände wächst, setzt sie Ländereien als Pfand ein, wie der Richter Franz von der Hardt aus Bilstein dokumentiert.
1599 interessiert sich Kaspar von Fürstenberg für den Pultenhof in Mecklinghausen und lässt die Besitzverhältnisse ermitteln. Der Hof hatte Johann von Heggen dem Älteren gehört, der ihn dem Attendorner Bürgermeister Cornelius Zeppenfeld verkaufte. Der Hof ging schließlich für 1.400 Taler an Wilhelm Hypoliten über.
1718 erhält Kirchhoffs Gut mit Johann Kirchhoff einen neuen Pächter. Er war bis dahin Fuhrmann gewesen.
Frühe Anhaltspunkte über die Größe von Mecklinghausen ermöglicht das  Schatzungsregister (diente der Erhebung von Steuern) von 1543. Demnach gab es in „Meckelinckhaußen“ 15 Schatzungspflichtige, deren Zahl vermutlich mit vorhandenen Häusern bzw. Familien gleichzusetzen ist.
Ein Schmuckstück des Ortes ist die Kapelle St. Antonius Einsiedler. Bereits im Jahr 1589 wird eine Kapelle in Mecklinghausen urkundlich erwähnt. Demnach bestätigen Hennecken Joist zu Repe und seine Ehefrau Dorothea in einem Dokument vom 22. Februar 1589, dass sie der Kapelle in Mecklinghausen 22 Taler schulden. Das heutige Erscheinungsbild der Kapelle beruht auf einem Umbau mit Erweiterung aus dem Jahr 1958; im Jahr 1972 wurden Altar und Chorraum neu gestaltet.
Aufgrund der Nähe zum Biggesee und weiteren Sehenswürdigkeiten wie z. B. zur Atta-Höhle, zur Burg Schnellenberg und zum Elspe-Festival verfügt Mecklinghausen über eine Vielzahl von Freizeitangeboten. Die Gastronomie wird geprägt durch ein großes Hotel-Restaurant; daneben gibt es Mietangebote für Ferienhäuser. Die Nähe zur Stadt Attendorn bietet aufgrund der vorhandenen Industrie weitere Beschäftigungsmöglichkeiten für die Einwohner.

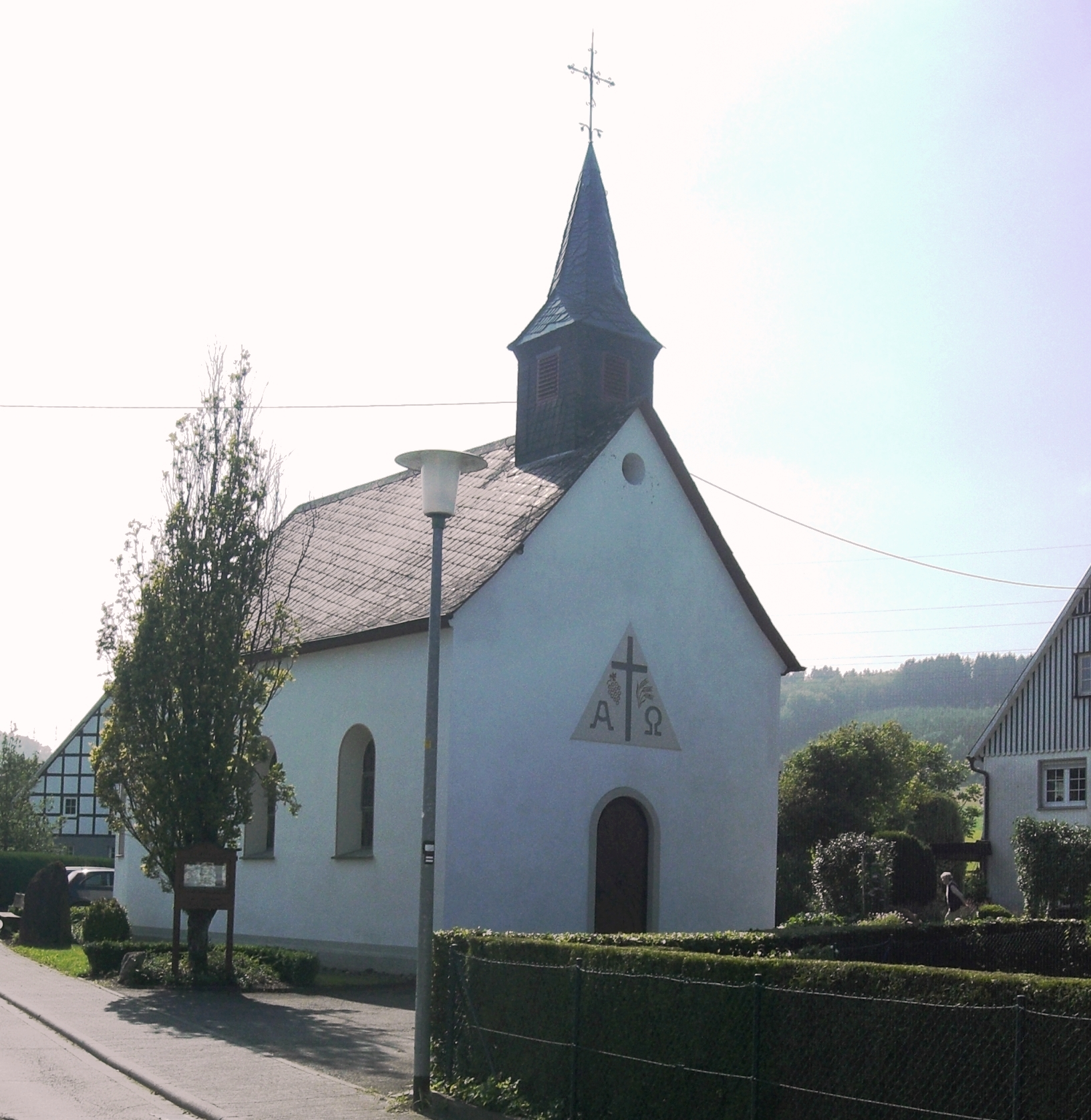
Kapelle St. Antonius Einsiedler

## Einwohnerentwicklung
| Jahr | Einwohner |
| ---- | --------- |
| 1536 | 100*      |
| 1543 | 90-100*   |
| 1565 | 90-100*   |
| 1783 | 95        |
| 1817 | 122       |
| 1839 | 128       |
| 2015 | 187       |
| 2020 | 213       |

*) aufgrund von Häuserzahlen geschätzte Werte